# Keurisi Meunasah Lueng
Keurisi Meunasah Lueng is een bestuurslaag in het regentschap Pidie Jaya van de provincie Atjeh, Indonesië. Keurisi Meunasah Lueng telt 274 inwoners (volkstelling 2010).